# Шабо, Виолетта
Виоле́тта Шабо́ (фр. Violette Szabo; 26 июня 1921, Париж — 5 февраля 1945, Равенсбрюк) — французский агент британской секретной правительственной службы, поддерживавшей движение Сопротивления в оккупированных странах Европы во время Второй мировой войны — Управления специальных операций (SOE).

## Биография
Родилась в Париже, была дочерью англичанина и француженки. Выросла во Франции и Великобритании. Перед началом Второй мировой войны проживала в Брикстоне. В 1940 году вышла замуж за офицера Иностранного легиона — Этьена Шабо. В июне 1942 года родилась их дочь Таня, а в октябре Этьен погиб во время второго сражения при Эль-Аламейне.
Став агентом SOE, 6 апреля 1944 года была впервые отправлена на территорию оккупированной Франции вместе с курьером Филиппом Левером, чтобы войти в контакт с местным движением Сопротивления.
30 апреля вернулась в Англию и с 7 на 8 июня 1944 года была вновь отправлена во Францию с миссией вступить в контакт с движением Сопротивления в окрестностях Лиможа.
10 июня была арестована во время осады Салон-ла-Тура солдатами 2-й танковой дивизии СС «Рейх» (в тот же день произошла также бойня в Орадур-сюр-Глан). Сопротивление планировало освободить Шабо, но осуществить это помешала её отправка в Париж.
Отбывала заключение в нескольких немецких концлагерях, в том числе в Равенсбрюке, где 5 февраля 1945 года была расстреляна вместе с двумя другими женщинами-агентами SOE.

## Память
- Виолетта Шабо посмертно была награждена британским Георгиевским крестом и французской медалью Сопротивления[2].
- В графстве Херефордшир действует музей Виолетты Шабо [3], в Лондоне ей установлен памятник[4].
- Британский писатель Ар Джей Минни написал в 1956 году книгу «И с гордостью её пишите имя» (англ. Carve Her Name with Pride), экранизация[англ.] которой состоялась в 1958 году. Главную роль сыграла Вирджиния Маккенна.
- В 2009 году немецкой студией Replay Studios выпущена компьютерная игра в жанре стелс-экшена от третьего лица Velvet Assassin, в основу сюжета которой легли реальные события из её жизни.
- Её портрет использован для дизайна банкноты в B£20 (брикстонских фунтов) второго выпуска в 2011 году[5].